# HD 192659
HD 192659，又名BD+41 3668，SAO 49345、HR 7737，是一颗恒星，视星等为6.71，位于銀經78.85，銀緯4.13，其B1900.0坐标为赤經20h 10m 54.7s，赤緯+41° 4.13′ 59″。